# American Fork
American Fork es una ciudad del condado de Utah, estado de Utah, Estados Unidos. Según el censo de 2020, tiene una población de 33.337 habitantes.
Está ubicada al pie del monte Timpanogos. Ha tenido un rápido crecimiento desde la década de 1970.

## Geografía
American Fork se localiza en las coordenadas 40°42′40″N 111°47′42″O / 40.71111, -111.79500 (40.377877, -111.795074).
Según la Oficina del Censo de los Estados Unidos, la ciudad tiene un área total de 29,11 km². De ese total, 29,09 km² corresponden a tierra y 0,02 km², a agua.
En American Fork se encuentra el Templo de Mount Timpanogos, de la Iglesia de Jesucristo de los Santos de los Últimos Días.

## Demografía

### Censo de 2000
Según el censo de 2000, había 21.941 habitantes, 5.934 casas y 5.109 familias residían en la ciudad. La densidad de población era 1.123,5 habitantes/km². Había 6.108 unidades de alojamiento con una densidad media de 312,8 unidades/km².
La composición racial de la ciudad era 95,24% blanco, 0,16% afro-estadounidense, 0,24% indio americano, 0,65% asiático, 0,24% de las islas del Pacífico, 1,93% de otras razas y 1,36% de dos o más razas. Los hispanos o latinos de cualquier raza eran el 4,61% de la población.
Había 5.934 casas, de las cuales el 54,3% tenía niños menores de 18 años, el 75,2% eran matrimonios, el 8,4% tenía un cabeza de familia femenino sin marido, y el 13,9% no son familia. El 11,7% de todas las casas tenían un único residente y el 5,9% tenía sólo residentes mayores de 65 años. El promedio de habitantes por hogar era de 3,65 y el tamaño medio de familia era de 3,98.
El 38,3% de los residentes es menor de 18 años, el 11,9% tiene edades entre los 18 y 24 años, el 27,6% entre los 25 y 44, el 14,4% entre los 45 y 64, y el 7,8% tiene 65 años o más. La media de edad es de 25 años. Por cada 100 mujeres había 100,0 hombres. Por cada 100 mujeres de 18 años o más, había 96,0 hombres.
El ingreso medio por casa en la ciudad era de 51,995$, y el ingreso medio para una familia era de 55.118$. Los hombres tenían un ingreso medio de 41.682$ contra 24.073$ de las mujeres. Los ingresos per cápita para la ciudad eran de 16.293$. Aproximadamente el 3,2% de las familias y el 4,0% de la población está por debajo del nivel de pobreza, incluyendo el 4,7% de menores de 18 años y el 5,8% de mayores de 65.

### Censo de 2020
Según el censo de 2020, hay 33.337 personas residiendo en American Fork. Existen 10.397 unidades habitacionales y 10.041 familias en la ciudad.
El 85.4% de la población son blancos, el 0.6% son afroamericanos, el 0.6% son amerindios, el 1.5% son asiáticos, el 0.9% son isleños del Pacífico, el 4% son de otras razas y el 7% son de dos o más razas.